# Чемпіонат світу з легкої атлетики 2022 — естафетний біг 4×100 метрів (чоловіки)
Змагання з естафетного бігу 4×100 метрів серед чоловіків на Чемпіонаті світу з легкої атлетики 2022 в Юджині відбулись 22 та 23 липня на стадіоні «Гейворд Філд».

## Напередодні старту
Основні рекордні результати на початок змагань:
| WR | Ямайка Неста Картер Майкл Фрейтер Йоган Блейк Усейн Болт         | 36,84 | Лондон     | 12 серпня 2012 |
| CR | Ямайка Неста Картер Майкл Фрейтер Йоган Блейк Усейн Болт         | 37,04 | Тегу       | 4 вересня 2011 |
| WL | Німеччина Кевін Кранц Джошуа Гартманн Оуен Анса Лукас Анса-Пепра | 37,99 | Регенсбург | 3 червня 2022  |

## Результати

### Забіги
Умови кваліфікації до наступного раунду: перші три команди з кожного забігу (Q) та дві найшвидших за часом з тих, які посіли у забігах місця, починаючи з третього (q).
| 1  | 1 | США             | Крістіан Коулмен     | Ноа Лайлс             | Елайджа Голл           | Марвін Брейсі    | 37,87 | Q WL |
| 2  | 2 | Франція         | Меба Мікаель Зезе    | Пабло Матео           | Раян Зезе              | Джіммі Віко      | 38,09 | Q SB |
| 3  | 2 | Канада          | Аарон Браун          | Джером Блейк          | Брендон Родні          | Андре де Грассе  | 38,10 | Q SB |
| 4  | 2 | ПАР             | Хенріхо Брейнчис     | Еміль Еразмус         | Кларенс Муньяї         | Акані Сімбіне    | 38,31 | Q SB |
| 5  | 2 | Ямайка          | Акім Блейк           | Кемар Бейлі-Коул      | Конрой Джонс           | Джелані Вокер    | 38,33 | q SB |
| 6  | 2 | Бразилія        | Родрігу ду Насіменту | Феліпе Барді          | Дерік Сілва            | Ерік Кардозу     | 38,41 | q SB |
| 7  | 1 | Велика Британія | Адам Джемілі         | Жарнел Г'юз           | Нетаніел Мітчелл-Блейк | Ріс Прескод      | 38,49 | Q    |
| 8  | 1 | Гана            | Шон Сафо-Антві       | Бенджамін Азаматі     | Джозеф Одуро Ману      | Джозеф Пол Амоа  | 38,58 | Q SB |
| 9  | 2 | Іспанія         | Бернат Канет         | Поль Ретамаль         | Хесус Гомес            | Серхіо Лопес     | 38,70 | SB   |
| 10 | 2 | Італія          | Лоренцо Патта        | Філіппо Торту         | Фаусто Десалу          | Читуру Алі       | 38,74 | SB   |
| 11 | 1 | Німеччина       | Кевін Кранц          | Джошуа Гартманн       | Оуен Анса              | Лукас Анса-Пепра | 38,83 |      |
| 12 | 1 | КНР             | Тан Сінцян           | Се Чженьє             | Су Бінтянь             | Чень Гуаньфен    | 38,83 | SB   |
| 13 | 1 | Нідерланди      | Генслі Пауліна       | Таймір Бернет         | Йоріс ван Гол          | Рафаель Бужу     | 39,07 |      |
| 14 | 2 | Данія           | Сімон Гансен         | Фредерік Скоу-Нільсен | Тобіас Ларсен          | Коджо Муса       | DNF   |      |
|    | 1 | Японія          | Сакай Рюйтіро        | Судзукі Рьота         | Уеяма Кокі             | Янагіта Гірокі   | DQ    |      |
|    | 1 | Нігерія         | Реймонд Екевво       | Гадсон Огенебруме     | Удоді Онвузуріке       | Фейвор Аше       | DQ    |      |

### Фінал
| 1 | Канада          | Аарон Браун          | Джером Блейк      | Брендон Родні          | Андре де Грассе | 37,48 | WL |
| 2 | США             | Крістіан Коулмен     | Ноа Лайлс         | Елайджа Голл           | Марвін Брейсі   | 37,55 | SB |
| 3 | Велика Британія | Джона Ефолоко        | Жарнел Г'юз       | Нетаніел Мітчелл-Блейк | Ріс Прескод     | 37,83 | SB |
| 4 | Ямайка          | Акім Блейк           | Йоган Блейк       | Облік Севілл           | Джелані Вокер   | 38,33 | SB |
| 5 | Гана            | Шон Сафо-Антві       | Бенджамін Азаматі | Джозеф Одуро Ману      | Джозеф Пол Амоа | 38,07 | NR |
| 6 | ПАР             | Еміль Еразмус        | Гіфт Леотлела     | Кларенс Муньяї         | Акані Сімбіне   | 38,31 | SB |
| 7 | Бразилія        | Родрігу ду Насіменту | Феліпе Барді      | Дерік Сілва            | Ерік Кардозу    | SB    |    |
|   | Франція         | Меба Мікаель Зезе    | Пабло Матео       | Раян Зезе              | Джіммі Віко     | DQ    |    |

## Відео
- Canada beat USA in men's 4x100m relay на YouTube